# 札幌市交通局110形電車
札幌市交通局110形電車（さっぽろしこうつうきょく110がたでんしゃ）は、1927年に登場した札幌市電の路面電車車両である。

## 概要
1927年（昭和2年）に札幌電気軌道株式会社が導入した木造4輪単車。110 - 114号の5両が在籍した。
100形と同様にダブルルーフの車体を持つが、扉は引戸から折戸に変更された。札幌市電初の空気ブレーキが装備され、空気圧縮機を装備したことから警鈴は警笛に変わった。
1927年（昭和2年）12月の市営化後、1958年（昭和33年）に道産電車210形に主要機器を譲って全車廃車となった（届出上は全車1959年12月に廃車）。

## 主要諸元
- 全長：8,229 mm
- 全幅：2,209 mm
- 全高：3,445 mm
- 自重：7.0 t
- 定員：42名
- 出力・駆動方式：18.65 kW ×2・吊り掛け式
- 台車型式：住友S-20